# 니코메데스 2세
니코메데스 2세 에피파네스 (그리스어: Νικομήδης ὁ Ἐπιφανής '신의 현현 니코메데스')는 기원전 149년부터 127년경까지 비티니아의 국왕이다. 니코메데스 2세는 프루시아스 2세와 아파메 4세의 아들 및 후임자이다. 그의 부모는 모계쪽으로 인척사이였다.

## 생애
그는 사람들에게 아주 인기가 있던 인물로 그의 아버지가 그의 영향력을 제한시키기 위해 로마로 보냈을 정도이었다. 하지만 로마에서 그는 로마 원로원으로부터도 호의를 얻어내며, 그의 아버지 프루시아스는 아들을 암살하라는 비밀 임무를 맡은 메나스라고 하는 특사를 보내야만 했다. 하지만 특사는 이 계획을 공개하였고, 왕자에게 아버지에 대항하는 반란을 일으키라 설득하였다.
페르가몬의 왕 아탈로스 2세 필라델포스의 지지를 받아, 그는 반란에 완전히 성공하였고, 아버지에게 니코메디아에서 자결하라는 명령을 내렸다. 오랜 치세 기간 니코메데스는 서서히 로마와의 동맹 관계를 구축했고, 페르가몬 국왕 에우메네스 3세 왕위에 도전하는 자들에 맞서 로마를 도왔다. 그의 아들 니코메데스 3세가 뒤이어 왕위에 올랐다.
니코메데스는 그의 주화에 연도를 표기하는 데 비티니아 기년법을 도입했다. 이 역법은 서기 4세기에 들어 그리스 문화권의 일부에서 지속되었다.